# Néma (departement)
Nema är ett departement i Mauretanien.   Det ligger i regionen Hodh Ech Chargui, i den sydöstra delen av landet, 900 km öster om huvudstaden Nouakchott.